# 塩釜の冷泉

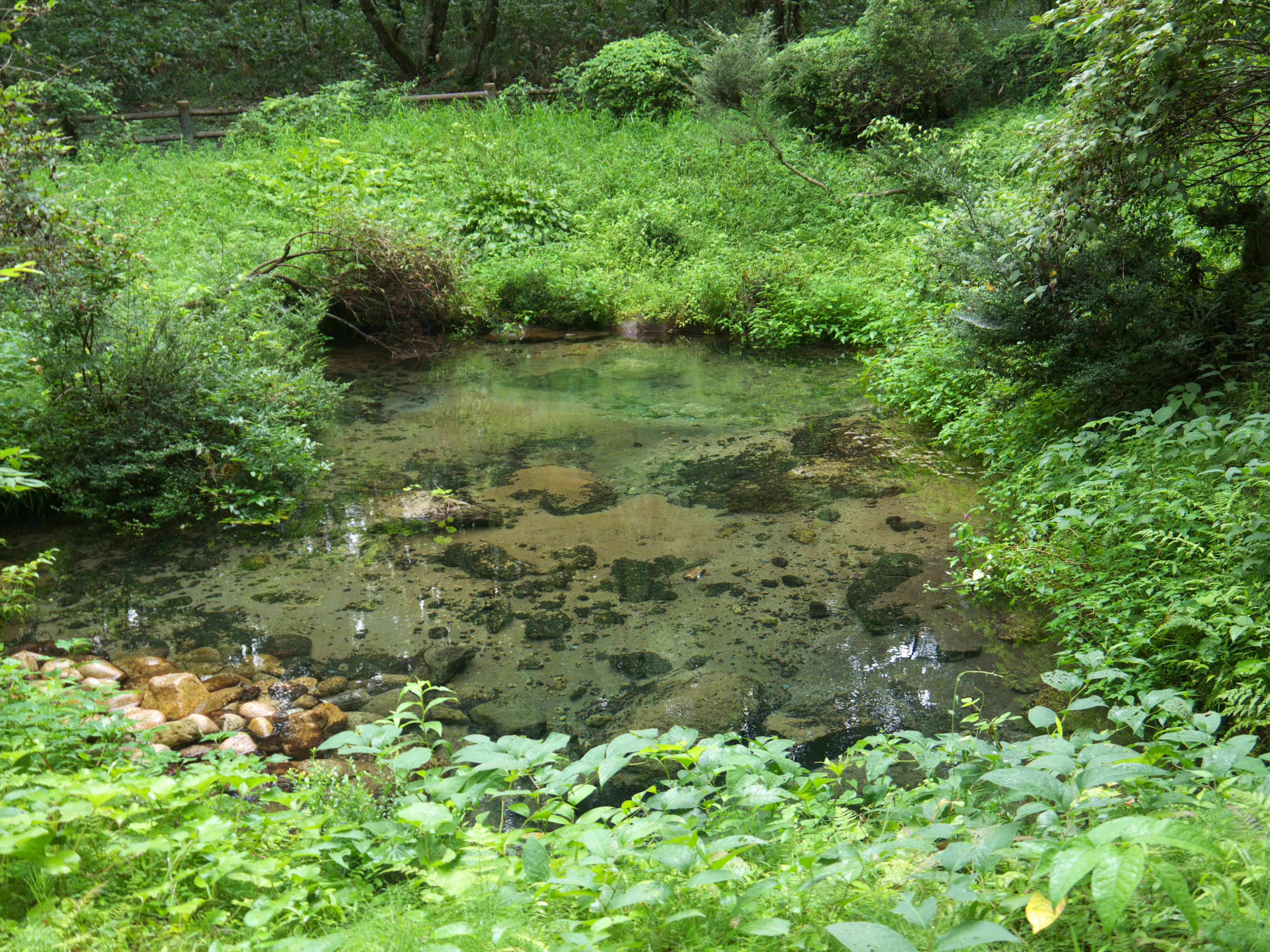
塩釜の冷泉

塩釜の冷泉（しおがまのれいせん）は、岡山県真庭市蒜山下福田塩釜に湧出する泉である。大山隠岐国立公園の指定地域であり、名水百選の一つに指定されている。

## 概要
中蒜山登山口に位置し東西12ｍ、南北5ｍ、約60㎡、最深1.9ｍの瓢箪形の小池から水温11度、湧水量300ℓ/秒の地下水が湧出している。池の中にはモノアラガイや寒冷地に育つ藻類も確認されている。1985年（昭和60年）、環境庁の日本名水百選に認定される。地元の有志、塩釜奉賛会により管理され、周辺地区約600世帯の生活用水として利用されている。
湧出地は立ち入り禁止だが、下流には取水場、キャンプ場、養魚場、釣り堀、飲食店があり、蒜山高原の観光スポットの一つになっている。

## 交通
- 岡山県道422号蒜山高原線